# Присяжнюк Алла Іванівна
А́лла (Алі́да) Іва́нівна Присяжню́к (4 лютого 1940, Краснодарський край, РРФСР — 15 лютого 2012, Україна) — педагог, колишній директор Київського міського педагогічного коледжу, радник ректора Київського університету імені Бориса Грінченка, заслужений вчитель України.

## Біографічні дані
Народилася 4 лютого 1940 року в Краснодарському краї РРФСР.
З 1957 року працювала на комбінаті № 512 у Києві. У 1966 році закінчила педагогічний факультет Київського педагогічного інституту ім. О. Горького.
До 1968 року працювала на посадах старшої вожатої, потім вчителя початкових класів середньої школи № 99 м. Києва.
З 1968 року працювала в Дарницький Будинок піонерів, потім — Київський обком комсомолу УРСР.
У 1978 році закінчила Київський торгівельно-економічний інститут, а з 1988 року — працювала секретарем Дніпровського райкому КПУ.
З 1988 до 2012 року працювала директором Київського міського педагогічного коледжу, який у 2007 році ввійшов до структури Київського університету ім. Б. Грінченка.
З її ініціативи в коледжі до 130-ї річниці Б. Д. Грінченка відкрито було кабінет-музей видатного українського педагога, вченого, письменника.
Померла 15 лютого 2012 року.

### Особистість та громадська діяльність
У онлайн-книзі пам'яті КУБГ зазначається, що вчена була «висококваліфікованим педагогом, досвідченим, ініціативним керівником та організатором, створила у колективі атмосферу творчого співробітництва, довіри й взаєморозуміння. Завжди підтримувала творчий пошук викладачів і студентів, брала активну участь у впровадженні інноваційних технологій у підготовку майбутніх учителів. Великого значення надавала соціальній роботі». А також була «щирою, чуйною, яскравою та непересічною особистістю, професіоналом високого рівня, користувалася великою повагою студентів і колег». За спогадами Зої Леонідівни Гейхман, вчена у 1990-тих за допомогою благодійних організацій налагодила гаряче харчування для самотніх літніх людей, а для малозабезпечених та багатодітних жителів району — постачання одягу; її кредом було — виховання любов'ю.

## Наукова робота
Авторка публікацій в науково-методичній пресі, орфографічного словника для молодших школярів «У світі орфограм», рецензентка методичних посібників та підручників для початкової школи. Була членом редакційної колегії науково-методичного журналу «Початкова школа».

## Нагороди
- Орден Дружби народів;
- Орден Княгині Ольги ІІІ ступеня;
- Заслужений вчитель України;
- Відмінник народної освіти УРСР;
- Відмінник столичної освіти;
- Медаль А. С. Макаренка;
- Медаль Бориса Грінченка;
- Медаль «20 років незалежності України»[2].